# Jorge Yamashita
Jorge Yamashita es un deportista brasileño que compitió en judo. Ganó una medalla de plata en los Juegos Panamericanos de 1963, en la categoría de –70 kg.

## Palmarés internacional
| Juegos Panamericanos | Juegos Panamericanos | Juegos Panamericanos | Juegos Panamericanos |
| Año                  | Lugar                | Medalla              | Categoría            |
| -------------------- | -------------------- | -------------------- | -------------------- |
| 1963                 | São Paulo (Brasil)   | Medalla de plata     | –70 kg               |